# Ixylasia trogon
Ixylasia trogon är en fjärilsart som beskrevs av Max Wilhelm Karl Draudt 1917. Ixylasia trogon ingår i släktet Ixylasia och familjen björnspinnare. Inga underarter finns listade i Catalogue of Life.